# State Parks in South Dakota
Dies ist die Liste der State Parks im US-Bundesstaat South Dakota.
Die Parks werden von South Dakota Game, Fish and Parks verwaltet.

## State Parks
- Bear Butte State Park
- Custer State Park
- Fisher Grove State Park
- Good Earth State Park
- Hartford Beach State Park
- Lake Herman State Park
- Newton Hills State Park
- Oakwood Lakes State Park
- Palisades State Park
- Roy Lake State Park
- Sica Hollow State Park
- Union Grove State Park

## Recreation Areas
- Angostura Recreation Area
- Big Sioux Recreation Area
- Burke Lake Recreation Area
- Buryanek Recreation Area
- Chief White Crane Recreation Area
- Cow Creek Recreation Area
- Farm Island Recreation Area
- Indian Creek Recreation Area
- Lake Alvin Recreation Area
- Lake Cochrane Recreation Area
- Lake Hiddenwood Recreation Area
- Lake Louise Recreation Area
- Lake Poinsett Recreation Area
- Lake Thompson Recreation Area
- Lake Vermillion Recreation Area
- Lewis and Clark Recreation Area
- Little Moreau Recreation Area
- Llewellyn Johns Recreation Area
- Mina Lake Recreation Area
- North Point Recreation Area
- North Wheeler Recreation Area
- Oahe Downstream Recreation Area
- Okobojo Point Recreation Area
- Pease Creek Recreation Area
- Pelican Lake Recreation Area
- Pickerel Lake Recreation Area
- Pierson Ranch Recreation Area
- Platte Creek Recreation Area
- Randall Creek Recreation Area
- Revheim Bay Recreation Area
- Richmond Lake Recreation Area
- Rocky Point Recreation Area
- Sandy Shore Recreation Area
- Shadehill Recreation Area
- Sheps Canyon Recreation Area
- Snake Creek Recreation Area
- Spring Creek Recreation Area
- Springfield Recreation Area
- Swan Creek Recreation Area
- Walker’s Point Recreation Area
- West Bend Recreation Area
- West Pollack Recreation Area
- West Whitlock Recreation Area

## Sonstige Parks
- Adams Homestead and Nature Preserve
- Beaver Creek Nature Area
- Big Stone Island Nature Area
- Fort Sisseton Historic State Park
- George S. Mickelson Trail
- LaFramboise Island Nature Area
- Roughlock Falls Nature Area
- Spirit Mound Historic Prairie

## Galerie

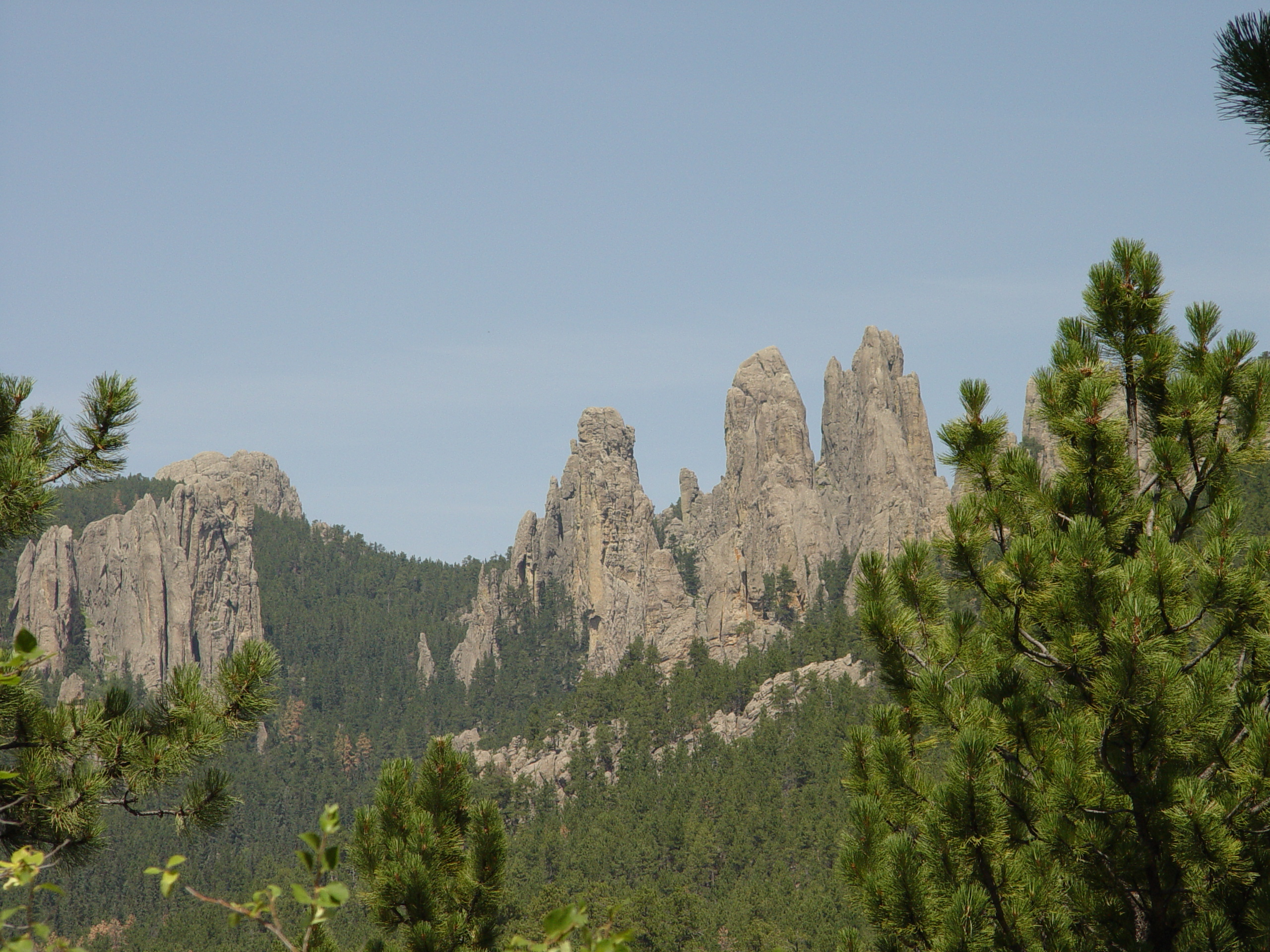
Custer State Park
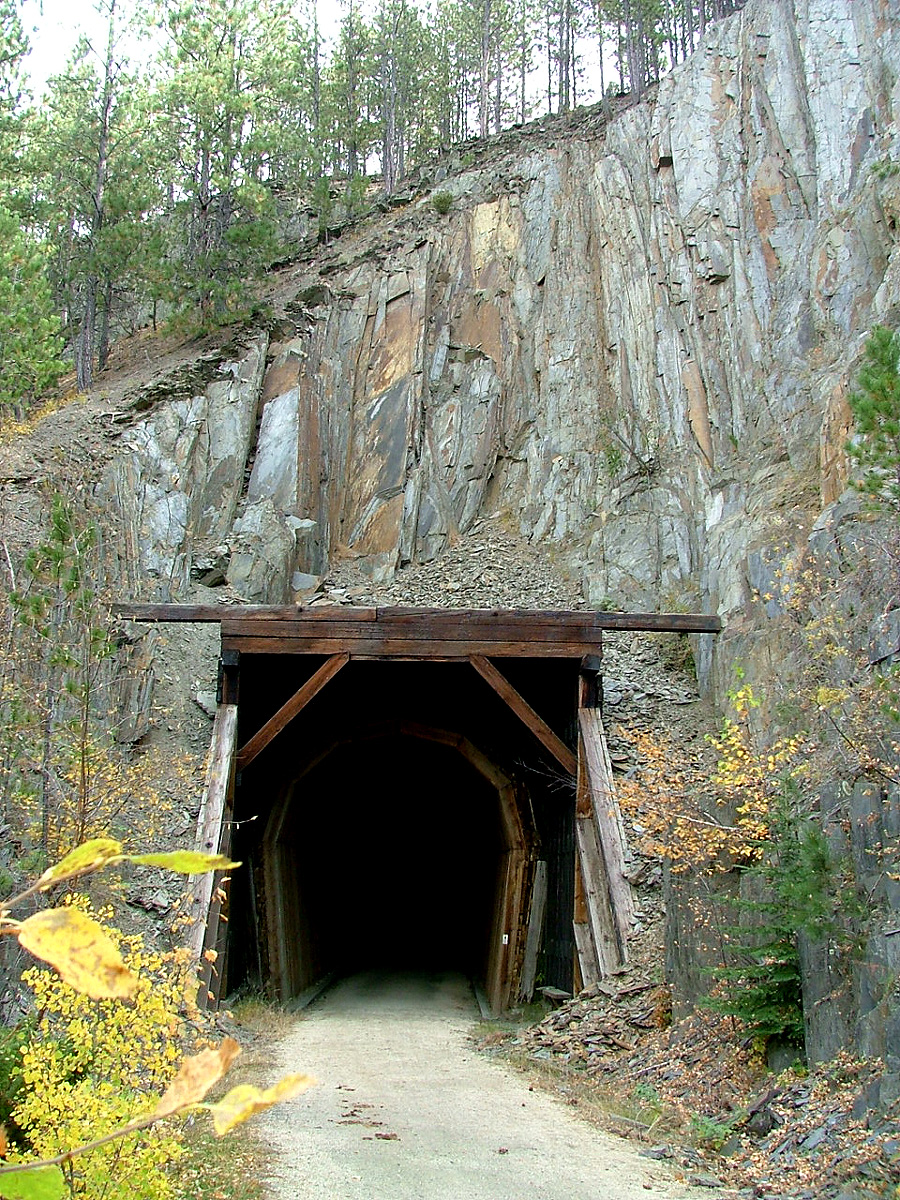
George S. Mickelson Trail
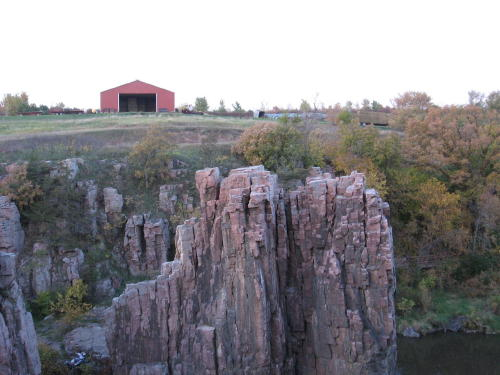
Palisades State Park
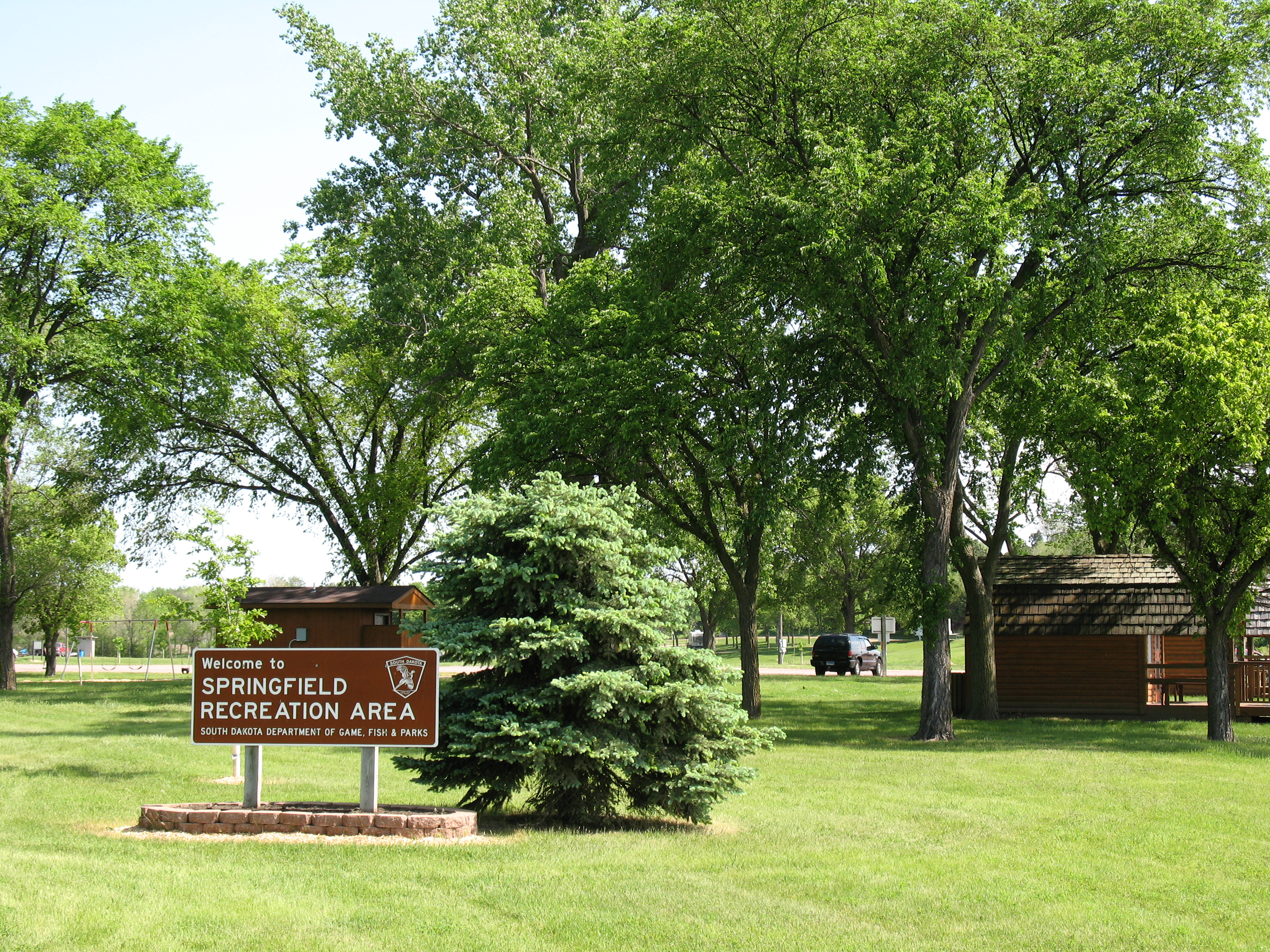
Springfield Recreation Area